# Jean-Pierre Thommes
Jean-Pierre Thommes (ur. 28 lipca 1890 w Bonnevoie, zm. 20 października 1963 w Mersch) – luksemburski gimnastyk, olimpijczyk.
Uczestniczył w rywalizacji na V Igrzyskach olimpijskich rozgrywanych w Sztokholmie w 1912 roku, gdzie pełnił funkcję chorążego reprezentacji Luksemburga. Startował tam w trzech konkurencjach gimnastycznych. W wieloboju indywidualnym zajął 22. miejsce na 44 startujących zawodników. W wieloboju drużynowym w systemie standardowym zajął z drużyną czwarte miejsce pokonując jedynie drużynę niemiecką. W wieloboju drużynowym w systemie wolnym zajął wraz z drużyną ostatnie, piąte miejsce.